# Rover Computers
Rover Computers ist ein russischer Hersteller von Computern, Mobiltelefonen und Unterhaltungselektronik.
Rover Computers wurde 1991 unter dem Namen „DVM - servis“ gegründet. Seit 1991 werden Computer hergestellt. 1995 war Rover Computers das erste russische Unternehmen, das auch Notebooks herstellte. Seit 1996 ist Rover Computers mit der Produktreihe „Rover Book“ einer der Marktführer auf dem russischen Notebook-Markt. 2010 stellte das Unternehmen mit der Roverpad zudem einen ersten eigenen Tablet-PC vor. Unter dem Markennamen „Sadko“ entwickelt Rover Computers auch Multimedia-Software.
Mittlerweile werden Rover-Produkte in den gesamten GUS-Raum, insbesondere nach Kasachstan und in die Ukraine, sowie nach Tschechien, Polen und Bulgarien exportiert. Im Jahr 2008 erwirtschaftete das Unternehmen einen Umsatz von zirka 140 Millionen Dollar. Zu den Kunden des Unternehmens gehören unter anderem die russische Eisenbahngesellschaft, die russische Zentralbank sowie zahlreiche Regierungsstellen.
Rover dehnte in den letzten Jahren die Produktion auf folgende Bereiche aus:
- Computer
- Notebooks
- Bildschirme
- Tablet-PCs
- Smartphones
- MP3-Player
- Digitalkameras
- Lampen